# Молочный лиман
Моло́чный лима́н — лиман Азовского моря, у берегов Украины, Запорожская область.
Длина — 35 км, максимальная ширина — 10 км, глубина — до 5 м. Площадь — 170 км², 224 км². Впадает река Молочная. От Азовского моря отделён косой Пересыпь, с морем соединён одной протокой.

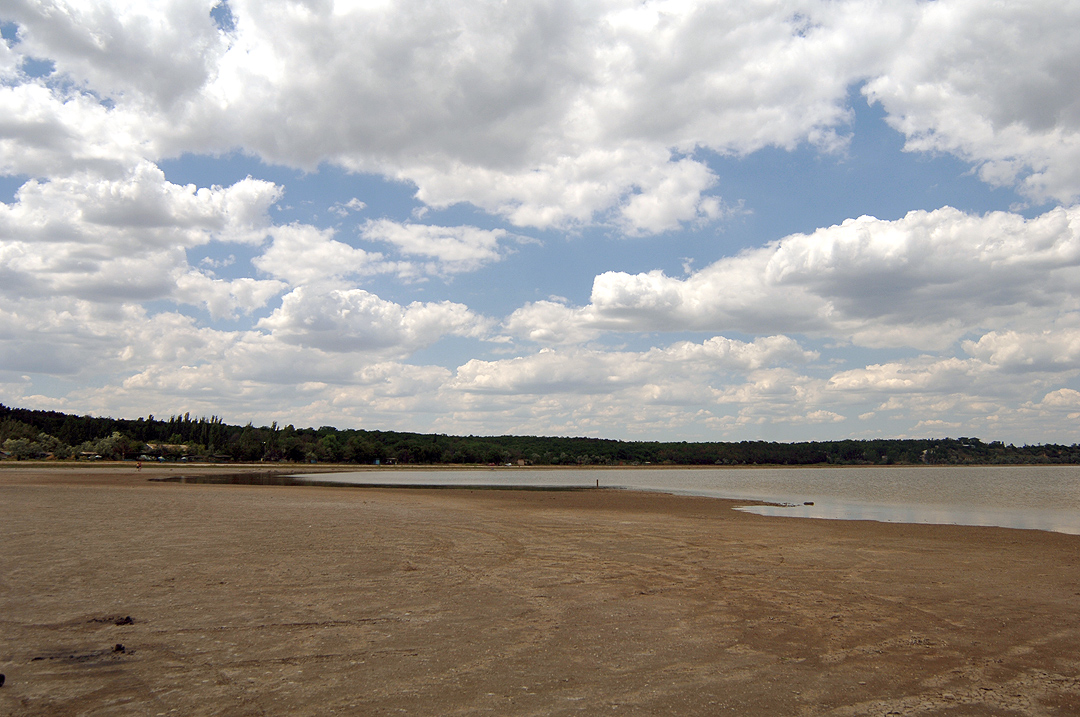
Молочный лиман у посёлка Богатырь Акимовского района

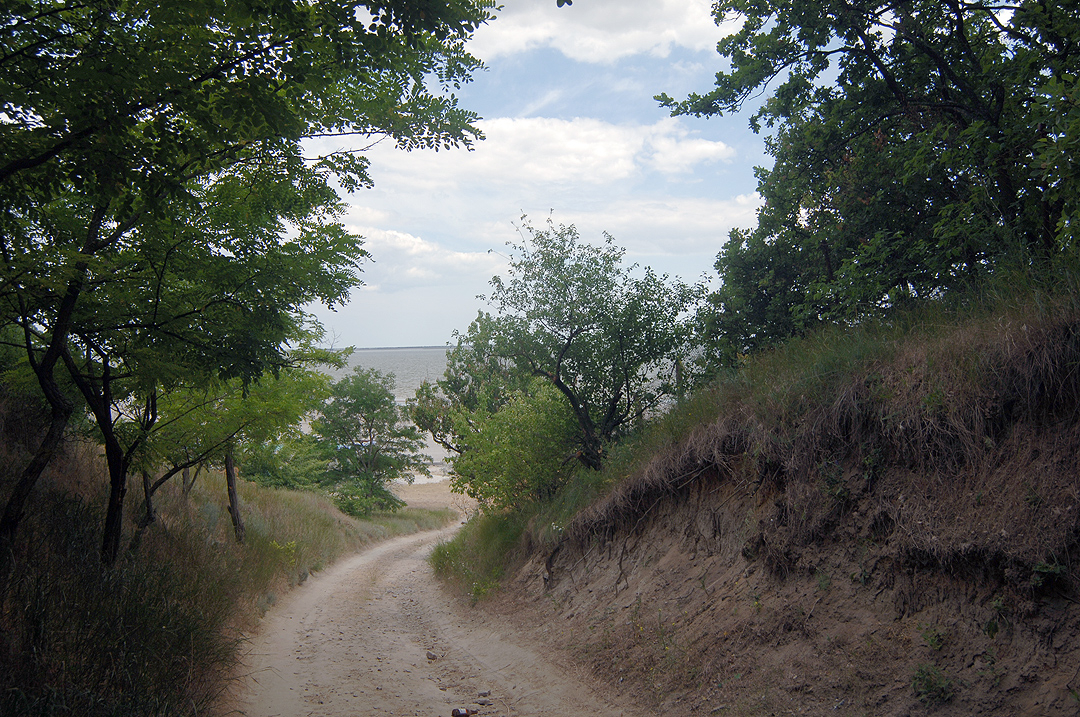
Дорога к лиману в Алтагирском лесничестве

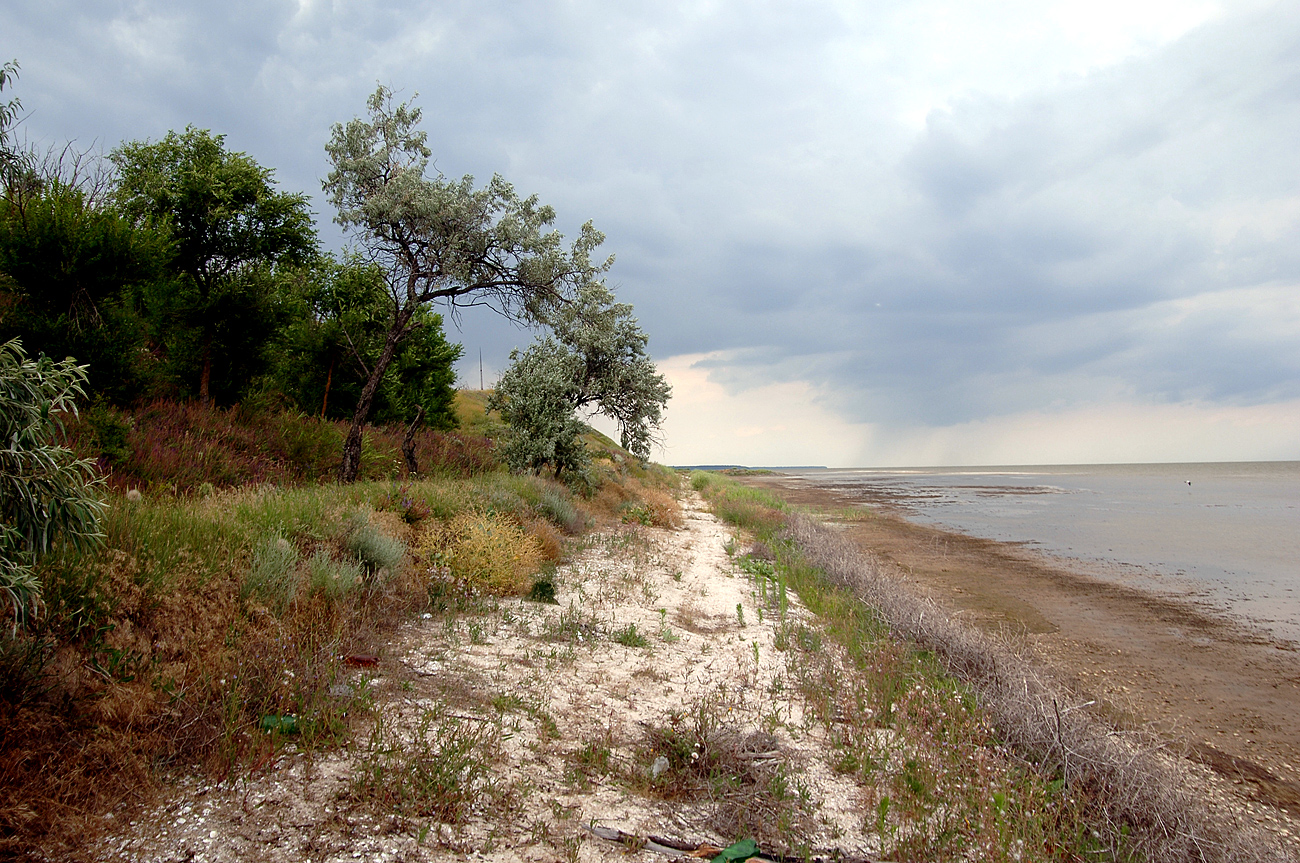
Берег лимана у села Косых

В период 1974—2010 года акватория Молочного лимана была гидрологическим заказником общегосударственного значения с одноимённым названием, а с 2010 года стал частью Приазовского национального природного парка. В 1995 году лиман был включён в перечень водно-болотных угодий международного значения, подпадающих под действие Рамсарской конвенции.
В последние годы лиману грозит пересыхание. На берегу расположены детские лагеря отдыха.
Молочный лиман омывает берега Мелитопольского района Запорожской области. В лиман впадают реки Тащенак, Джекельня, Молочная, которая и дала название лиману.

## История

### Открытый режим
До XV века Молочный лиман был заливом Азовского моря.

### Закрытый режим
В конце XV века пролив, соединяющий лиман с морем, закрылся, и Молочный лиман стал озером. Его солёность была высокой и нестабильной, колеблясь от 25 г/л в 1929 году до 60 и более в 1939 году.

### Полуоткрытый режим
В 1943 году Молочный лиман был соединён с Азовским морем искусственным проливом. Это стабилизировало гидрохимические показатели, в частности, солёность воды. Именно в эти годы отмечалось максимальное видовое разнообразие рыб в лимане.

### Полузакрытый режим
С 1974 года пролив, соединяющий лиман с морем, работает нерегулярно. Обязанности по расчистке пролива возложены на кирилловский рыбколхоз «Сыны моря», однако необходимые работы практически не проводились. Только в 2008 году были выделены деньги на расчистку пролива.

### Полуоткрытый режим
К декабрю 2019 года между Азовским морем и Лиманом построен и открыт канал. Его ширина составляет 100 метров. Из них 40 м идёт осью посередине. Кроме того, чтобы канал был самоочищающимся и во время шторма в него не наносило песок, в море были построены буны высотой 1,5 метра над уровнем моря. Длина каждой буны по 160 метров. По прогнозам учёных, после запуска промоины в Молочный лиман на нерест зайдёт порядка 2 тысяч тонн пиленгаса, бычка, камбалы.

## Фауна
Молочный лиман является местом гнездования многих видов птиц и нерестилищем и местом для нагула для ценных пород морских рыб (прежде всего, для черноморского и азовского пиленгаса). Кроме того, здесь встречаются 14 видов редких растений и животных, занесённых в Красную книгу Украины.